# Calles (kommunhuvudort)
Calles är en kommunhuvudort i Spanien.   Den ligger i provinsen Província de València och regionen Valencia, i den östra delen av landet, 250 km öster om huvudstaden Madrid. Calles ligger 378 meter över havet och antalet invånare är 384.
Terrängen runt Calles är huvudsakligen kuperad. Calles ligger nere i en dal. Runt Calles är det glesbefolkat, med 11 invånare per kvadratkilometer. Närmaste större samhälle är Chelva, 3,8 km nordväst om Calles. 